# کلونیا (رومی)

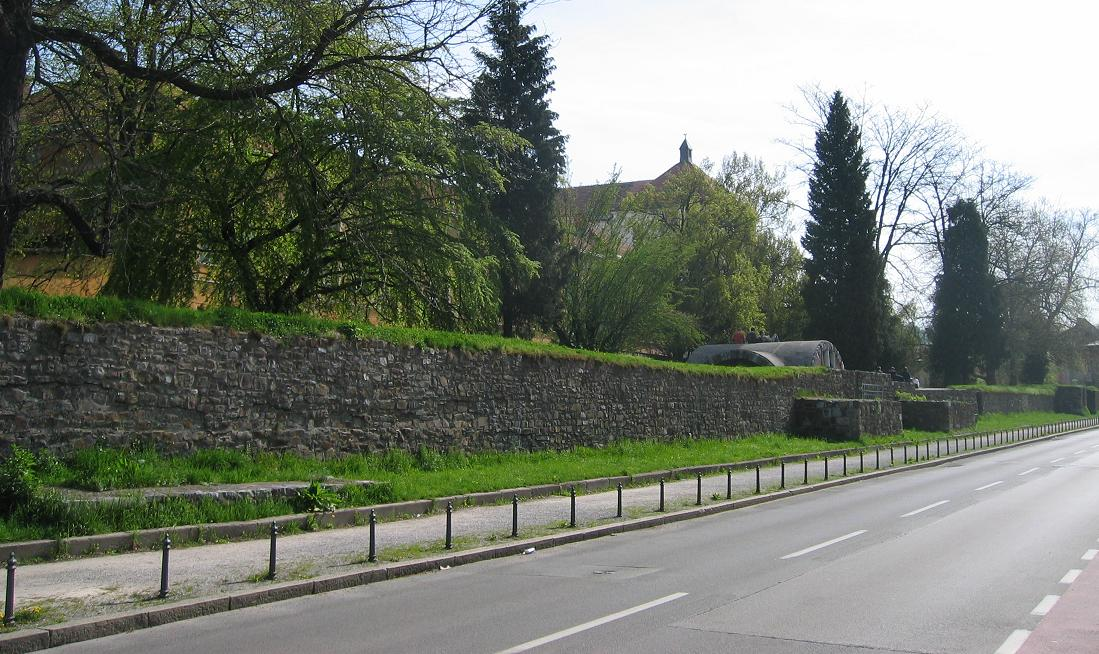
دیوار رومی در لیوبلیانا، او باقی مانده از شهر روم باستان Emona، در خیابان Mirje

کلونیا (colonia) در اصل یک پاسگاه رومی در امپراتوری روم بود که در قلمروی تسخیر شده توسط روم برای تأمین امنیت آن تأسیس شد. با این حال، در نهایت، این اصطلاح به بالاترین جایگاه یک شهر رومی اشاره می‌کرد. همچنین خاستگاه اصطلاح جدید «مستعمره» است.